# Nefertari

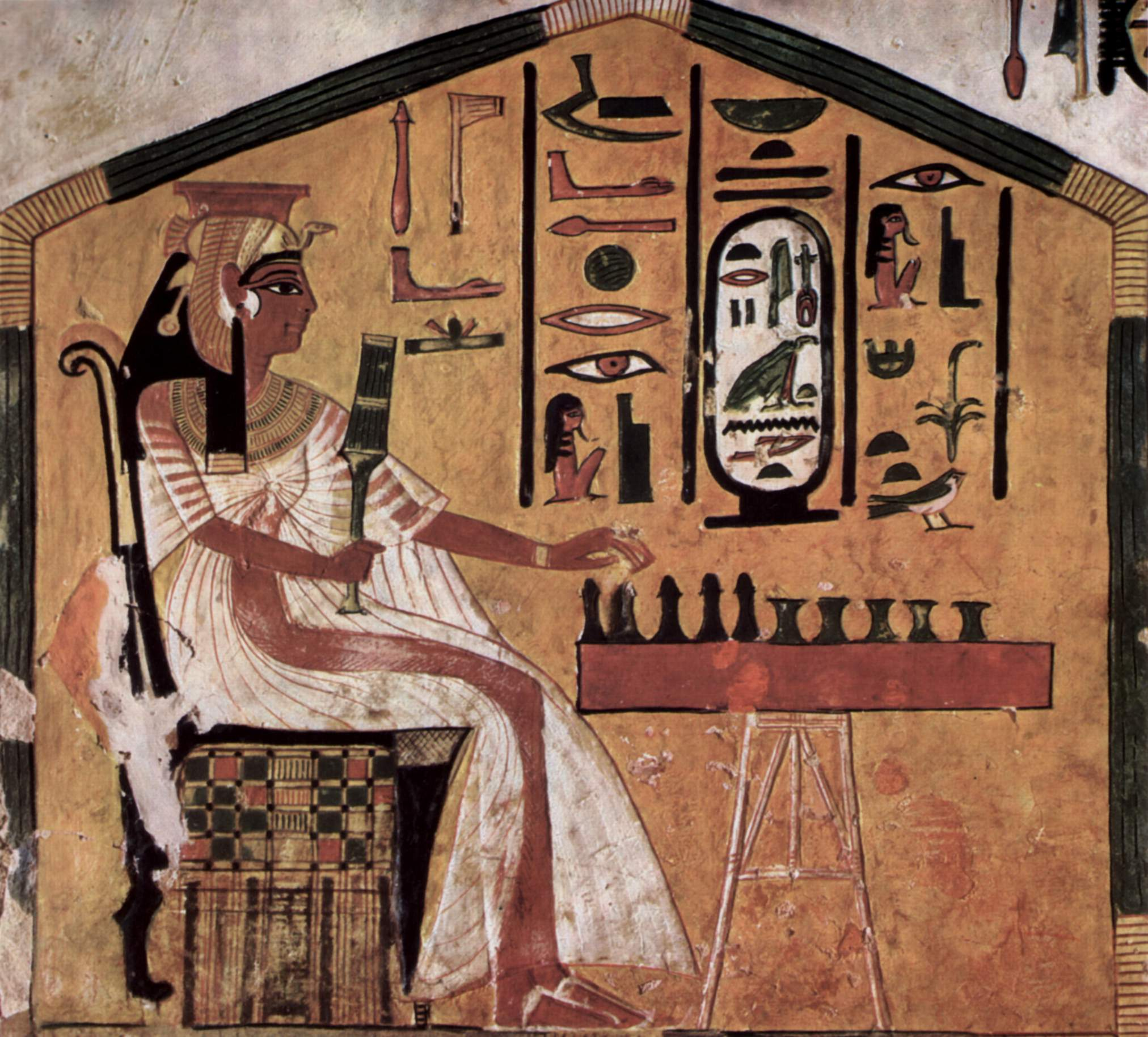
Nefertari

Nefertari (traduït, la més bella) fou reina d'Egipte i esposa principal de Ramsès II.

## Biografia de Nefertary
Es desconeix qui van ser els seus pares ni quin parentiu tenia amb el rei. Alguns la suposen filla, neta o besneta del faraó Ay. D'altres pensen que era filla de Seti I i germana o mig germana de Ramsès II. Era, amb seguretat, noble, però probablement no de la família immediata del rei.
Va exercir una forta influencia sobre el rei, que probablement n'estava enamorat. Fins i tot, li va dedicar un dels dos temples d'Abu Simbel.
Portava el títol de Gran Esposa Reial, senyora del sud i nord, i senyora de les dues terres. Per als seus fills amb Ramsès II, consulteu la biografia d'ell.
A les celebracions del jubileu del seu espòs, després de 30 anys de regnat, la reina ja no hi apareix. Se suposa que va morir poc abans, però estranyament no es va designar oficialment una nova esposa principal. Aquesta funció, en tot cas, va passar de dret o de fet a Isetnofret, si és que va sobreviure a Nefertari (fet que no està demostrat) però, amb tot, si li va sobreviure, fou per pocs anys.

## Lloc d'enterrament
La seva tomba a la vall de les Reines fou descoberta per l'arqueòleg Schiaparelli el 1904. El 1986, se'n va procedir a la restauració amb les més modernes tècniques. La tomba és la millor conservada de la vall de les Reines i la decoració és abundant i mostra escenes religioses i de la reina. La cambra d'enterrament (de 10,40 x 8,50 m) té quatre pilars i dona accés a dues cambres laterals i a una petita cambra; les parets de l'entrada estan també decorades amb escenes del Llibre dels Morts; els quatre pilars contenien el sarcòfag, avui perdut; la cambra petita tenia unes funcions encara desconegudes.